# Micropeza mongolica
Micropeza mongolica är en tvåvingeart som beskrevs av Soos 1975. Micropeza mongolica ingår i släktet Micropeza och familjen skridflugor. Inga underarter finns listade i Catalogue of Life.